# Hadoram Shirihai
Hadoram Shirihai (* 2. Mai 1962 in Israel) ist ein israelischer Ornithologe und Autor. Seine Interessensschwerpunkte sind die Avifauna Israels, die Erforschung von Meeresvögeln und Meeressäugern sowie ein Langzeitprojekt über die weltweite fotografische Dokumentation aller noch existierenden Vogelarten.

## Leben
Shirihai ist der Sohn von Batia und Eli Shirihai. Seine Mutter war Schullehrerin, sein Vater Zoologe. Er wuchs in Jerusalem auf und ist seit seinem dreizehnten Lebensjahr ein begeisterter Vogelbeobachter. Während seiner Zeit an der Highschool wirkte er an einer dreijährigen Feldstudie des Jerusalem Bird Observatory (JBO) über den Stelzenläufer und den Steinadler mit. Von 1981 bis 1988 war er als Vollzeitornithologe in der Nature Reserves Authority und in der Society for the Protection of Nature in Israel tätig. 1984 gründete Shirihai das International Birdwatching and Research Center Eilat (IBRCE) am Roten Meer mit dem Ziel der Langzeitbeobachtung und Beringung von Zugvögeln. Das Forschungs- und Beringungszentrum Eilat wird von einer naturschutzorientierten Nichtregierungsorganisation geleitet und befindet sich in einem Reservat an einer wichtigen Vogelzugroute, wo bereits über 400 verschiedene Vogelarten beobachtet wurden. Jährlich besuchen über 60.000 Touristen aus aller Welt das Reservat und das Zentrum, wo Shirihai bis 1993 als erster Direktor fungierte. Shirihais weitere Tätigkeitsfelder umfassten die jährliche Frühjahrs- und Herbstzählung von Greifvögeln während der Wanderungen in Eilat über neun Saisons, die Zählung von Brutvögeln sowie die Gründung von Seltenheiten- und avifaunistischen Kommissionen für israelische Vögel. Shirihai konnte das Vorkommen von 50 Vogelarten dokumentieren, die man zuvor in Israel nicht nachgewiesen hatte. Zehn weitere fügte er der Vogelartenliste der westlichen paläarktischen Region hinzu. 
Seit Mitte der 1990er Jahre konzentriert sich Shirihai auf die Erforschung von Meeressäugern und Seevögeln. Er gründete das Tubenoses Project („Röhrennasen-Projekt“), mit dem Ziel alle Röhrennasenarten zu fotografieren und zu dokumentieren. 2007 gelang ihm die Wiederentdeckung des Salomonensturmvogels (Pseudobulweria becki). Im Mai und Oktober 2009 fotografierte Shirihai erstmals den Macgillivray-Sturmvogel (Pseudobulweria macgillivrayi) vor der Küste von Gau auf den Fidschi-Inseln. 2009 veröffentlichte er die ersten Fotos des Vanuatusturmvogels (Pterodroma occulta) auf See. Zwischen 2008 und 2010 dokumentierte er den Madeira-Sturmvogel (Pterodroma madeira) in den Gewässern Makaronesiens. Ende 2013 gelang ihm das erste Foto eines trächtigen Maskarenensturmvogel-Weibchens (Pseudobulweria aterrima) vor Réunion. 2010 beschrieb er die Unterart Pterodroma brevipes magnificens des Brustband-Sturmvogels, die auf Vanuatu vorkommt. Die 1996 gemeinsam mit David A. Christie beschriebene Unterart Puffinus bailloni colstoni des Tropensturmtauchers von den Seychellen gilt heute als Synonym der bereits 1971 von Christian Jouanin beschriebenen Unterart Puffinus bailloni nicolae.
Zu Beginn der 2000er Jahre begann Shirihai ein umfangreiches Langzeit-Fotoprojekt über die Vogelarten der Erde. Von den nahezu 5000 bisher fotografierten Arten stammen allein 3250 aus der Neotropis. Zwischen 2000 und 2018 arbeitete Shirihai mit Lars Svensson am Handbook of Western Palearctic Birds. Dieses zweibändige Werk umfasst alle Sperlingsvogelarten und -unterarten der westlichen Paläarktis mit umfangreichen Abschnitten und mehreren Fotos zu jeder Art.
Seit 1989 arbeitet Shirihai als freischaffender Ornithologe, Führer bei Vogelbeobachtungstouren und Autor. Neben diversen Büchern veröffentlichte er wissenschaftliche Artikel in israelischen und internationalen Vogeljournalen, darunter Torgos (Israel), Birding World, Bulletin of the British Ornithologists’ Club, British Birds, Dutch Birding, Bulletin of the African Bird Club und Sandgrouse.

## Dedikationsnamen
Anfang 2015 wurde der Fahlkauz (Strix hadorami) zu Ehren von Hadoram Shirihai benannt. Diese Art wurde seit dem 19. Jahrhundert mit dem Omankauz (Strix butleri) verwechselt und konnte dank einer DNA-Analyse und der Unterstützung von Shirihai als eigenständige Art beschrieben werden.

## Schriften
- Birdwatching in the Deserts of Israel. International Birdwatching Centre, Eilat 1993.
- The Birds of Israel. Academic Press, London 1996.
- mit David A. Christie: The Macmillan Birder’s Guide to European and Middle Eastern Birds. Illustriert von Alan Harris. Macmillan, London 1996.
- mit John H. Morgan: Passerines and Passerine Migration in Eilat 1984–1993. International Birdwatching Centre, Eilat 1997.
- mit Julian Earnshaw Francis: Ethiopia 1997: In Search of Endemic Birds. 1998.
- mit Reuven Yosef, Dan Alon, Guy M. Kirwan, Reto Spaar: Raptor Migration in Israel and the Middle East: A Summary of 30 Years of Field Research. IBRCE, IOC, SPNI, Eilat 2000.
- mit James P. Smith, Guy M. Kirwan, Dan Alon: A Guide to the Birding Hotspots of Northern Israel. Israel Ornithological Center, SPNI, Tel Aviv 2000.
- mit James P. Smith, Guy M. Kirwan und Dan Alon: A Guide to the Birding Hotspots of Southern Israel. Israel Ornithological Center, SPNI, Tel Aviv 2000.
- mit Gabriel Gargallo, Andreas Helbig: Sylvia Warblers. Illustriert von Alan Harris und David Cottridge. A. & C. Black, London 2001.
- A Complete Guide to Antarctic Wildlife The Birds and Marine Mammals of the Antarctic Continent and the Southern Ocean. Illustriert von Brett Jarrett. Princeton University Press, 2002.
- Whales, Dolphins and Seals – A Field Guide to the Marine Mammals of the World. Illustriert von Brett Jarrett. A. & C. Black, London, 2006.
Deutsch: Kosmos Naturführer: Meeressäuger – alle 129 Arten weltweit. Übersetzung Daniel Erdmann. 2008.
- mit Lars Svensson: Handbook of Western Palearctic Birds.
Band 1: Passerines: Larks to Warblers. 2018.
Band 2: Passerines: Flycatchers to Buntings. 2018.